# Dundigal
Dundigal es una ciudad censal situada en el distrito de Medchal Malkajgiri  en el estado de Telangana (India). Su población es de 13465 habitantes (2011). 

## Demografía
Según el censo de 2011 la población de Dundigal era de 13465 habitantes, de los cuales 7114 eran hombres y 6351 eran mujeres. Dundigal tiene una tasa media de alfabetización del 77,33%, superior a la media estatal del 67,02%: la alfabetización masculina es del 85,20%, y la alfabetización femenina del 68,58%.